# IJzeren Halve Maan
De IJzeren Halve Maan (Turks: 1333 tarihli Harb madalyasi of Muharebe madalyasi, Duits: Eisernen Halbmond) was een Ottomaanse onderscheiding. De Engelsen noemen de onderscheiding foutief de Gallipoli Star, maar zij werd aan alle fronten verleend.

## Geschiedenis
Bij het uitbreken van de Eerste Wereldoorlog in 1914 bezat het Ottomaanse Rijk geen onderscheiding die met het Pruisische IJzeren Kruis kon worden vergeleken. Er waren ridderorden en medailles. De aan de Hoge Orde van de Eer verbonden medaille, de op 11 september 1883 ingestelde Medaille van de Orde van Eer, werd in zilver en goud verleend. De gouden medaille was de hoogste Osmaanse onderscheiding voor moed. De zilveren medaille werd "aan personen in de omgeving van soevereinen" verleend. Men droeg de medaille aan het rood-groene lint van de orde.
Er was behoefte om de Duitse, Oostenrijks-Hongaarse en Bulgaarse bondgenoten te decoreren met een onderscheiding die in vorm en status met hun orden en onderscheidingen overeenkwam. Dat werd de op 1 maart 1915 door Sultan Mehmed Reschad V ingestelde IJzeren Halve Maan.
De onderscheiding was voor Turkse officieren en manschappen gedacht en werd voor verdienste en dapperheid uitgereikt. Men vergelijkt de IJzeren Halve Maan met het IJzeren Kruis IIe Klasse. Evenals in Duitsland konden bevelhebbers van legerkorpsen zelf over benoemingen beslissen. De besluiten werden dan gehomologeerd door de Sultan. Opperbevelhebber Enver Pasha en de bevelhebber van het Turks-Duitse legerkorps, het zogeheten "Asienkorps", de Duitse generaal Liman von Sanders, verleenden de onderscheidingen en tekenden de diploma's. Na 1918 erkende de nieuwe sultan, Mehmet VI Vahideddin de benoemingen van de in ongenade gevallen Enver Pasha alleen nog voor zover zij door hem, of zijn broer en voorganger Mehmet V, expliciet erkend waren.
Er zijn aan de 15.000 Duitse soldaten in het Turkse Rijk, die vochten bij Gallipoli, in Palestina en Mesopotamië, honderden IJzeren Halve Manen uitgereikt. Ook matrozen en officieren van de Duitse en Oostenrijkse marine, oorlogshelden als de piloot Hermann Göring (zie Lijst van Ridderorden van Hermann Göring) en stafofficieren werden onderscheiden. Ook de bekende jachtvlieger Manfred von Richthofen was een van de dragers van het kruis.

## Het versiersel
Het versiersel is een rood geëmailleerde zilveren ster met vijf punten. Op ieder van de vijf punten is een zilveren balletje bevestigd en in het midden van de ster bevinden zich een zilveren halve maan, een zilveren tughra, dat is de fraai gekalligrafeerde handtekening van de sultan, en het jaartal "1333" dat met 1915 overeenkomt. De tughra is los van de ster gegoten en met een pin op de ster bevestigd.
Er zijn IJzeren Halve Manen die aan een rood lint met witte strepen verleend werden. Voor burgers, bijvoorbeeld artsen, werd het lint "gespiegeld" zoals dat sinds 1870 ook bij het IJzeren Kruis gebeurde. Zij kregen dus een wit lint met rode strepen.
De troonswisseling in 1918 heeft voor de IJzeren Halve Maan geen gevolgen gehad. Men is in de resterende maanden van de oorlog de tughra van de stichter blijven gebruiken.
Er bestaan zeker vijf uitvoeringen van de IJzeren Halve Maan. Er zijn sterren van verzilverd brons, blik, ijzer en aluminium bekend. De grootte kan ook verschillen; er zijn grote sterren met een diameter van 68 millimeter en kleine sterren met een diameter van 53 millimeter. In al deze gevallen gaat het om varianten in de uitvoering, de onderscheiding kende geen graden of klassen
.
Daarnaast bestaan er gespen die boven de ster werden bevestigd. De parabolische zilveren gespen zijn 56 millimeter lang en 7 millimeter hoog. De letters op de gesp zijn in Arabisch schrift en rood geëmailleerd. Er zijn vijf of zes gespen bekend.
- "Chanakkale" en "Chanak" (Gallipoli)
- Gaza
- Kanal
- Kut-ul-Ammara en
- Sanatorium
- Kafkas

De gespen met "Iraq" zijn ófwel een vervalsing of een latere toevoeging die op particulier initiatief teruggaat. In Turkije sprak voor 1918 niemand over "Irak", het koninkrijk ontstond pas in 1920.
De sterren die in Turkije zelf werden gemaakt waren, net als de Turkse ridderorden, van matige kwaliteit en vaak van inferieur materiaal. Zoals men al sinds jaar en dag gewoon was bestelden ook de gedecoreerden met de IJzeren Halve Maan tweede exemplaren bij Duitse en Oostenrijkse juweliers. Britse, Russische en Franse juweliers hadden deze keer, om voor de hand liggende redenen, geen aandeel in deze markt. Hun land was immers in oorlog met Turkije.
De falerist dr. Klietmann onderscheidde vier typen die allemaal in Constantinopel werden vervaardigd:
- Het eerste model is van rood gelakt wit metaal. De bevestiging op de achterzijde is een pin. De ster is 56 millimeter hoog en 53½ millimeter breed. De tughra is grof gegoten en tussen de lijnen is geen rood te zien.
- Het tweede model is van rood gelakt wit metaal met grotere ballen op de punten. De bevestiging op de achterzijde is een pin. De ster is 56 millimeter hoog en 53 of 54 millimeter breed. Misschien is de mal tijdens de productie versleten. De tughra is grof gegoten en tussen de lijnen is geen rood te zien.
- Het derde model is van rood geëmailleerd zilver met grotere ballen op de punten. De bevestiging op de achterzijde is een schroef met een corresponderende zilveren schijf. De ster is 58 millimeter hoog en 55 millimeter breed. De tughra is grof gegoten en tussen de lijnen is geen rood te zien.
- Het vierde model is van rood geëmailleerd zilver met grotere ballen op de punten. De bevestiging op de achterzijde is een schroef met een corresponderende zilveren schijf. De ster is 59 millimeter hoog en 56 millimeter breed. De tughra is vakkundig gegoten en tussen de zilveren lijnen is rood te zien.

Er zouden volgens dr. Klietmann nog dertien andere modellen, corresponderend met evenzoveel juweliers in Turkije, Wenen en Berlijn, bestaan. Opvallend zijn de 68 millimeter hoge, geëmailleerde sterren van Godet in Berlijn. De email op de armen van de ster is op geguillocheerd zilver aangebracht en lijkt daardoor op een vederpatroon dat op elke arm een andere richting heeft gekregen.
In Wenen produceerde de Fa. Rothe & Neffe, K. en K. Hofjuweliers verzilverde bronzen sterren van grote verfijning. Een onbekende fabrikant heeft sterren met Oostenrijks zilverkeur en een asterisk als atelier- of fabrieksmerk in omloop gebracht.

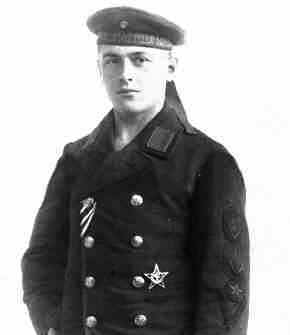
Een Duitse matroos met de IJzeren Halve Maan op de linkerborst en de over elkaar aangebrachte linten van de IJzeren Halve Maan en het IJzeren Kruis II^{e} Klasse in het knoopsgat.

## Draagwijze
Men ziet de ster vaak op de rechterzijde van de uniformjas gespeld. In het dagelijks leven werd een klein lint door het tweede knoopsgat van de jas gehaald om zo het bezit van de IJzeren Halve Maan aan te geven. Deze draagwijze was van de Tweede Klasse van het IJzeren Kruis afgekeken. Men droeg de IJzeren Halve Maan vóór het IJzeren Kruis IIe Klasse en voor zover een lint in het knoopsgat werd gedragen onder het Duitse lint. Men droeg het lint ook als baton.
De gespen werden niet gedragen.

## Gedecoreerden
- Heinrich von Vietinghoff
- Miklós Horthy
- Karl Retzlaff
- Werner Dörffler-Schuband
- Josias zu Waldeck und Pyrmont

## Galerij

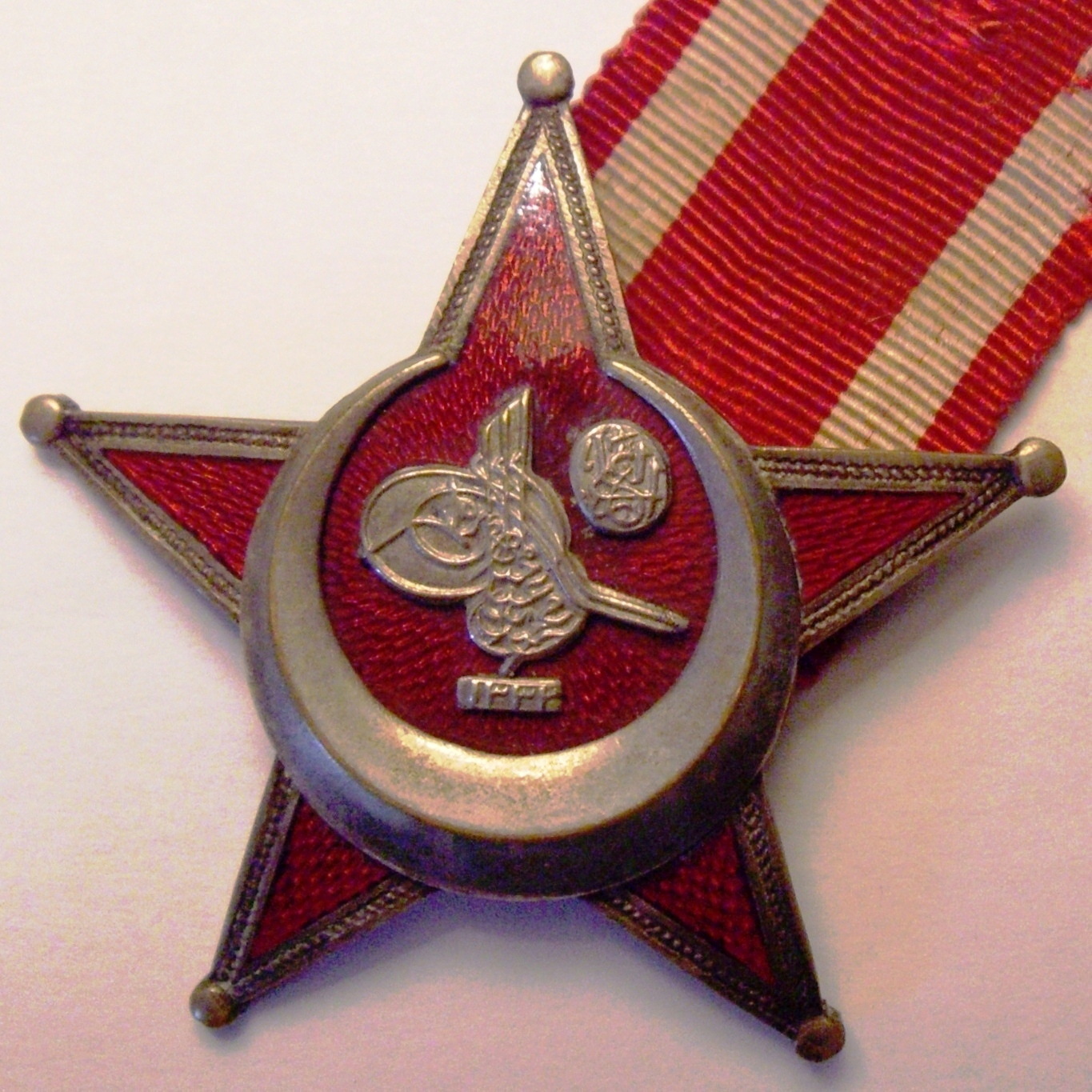
Rood gelakte IJzeren Halve Maan met lint
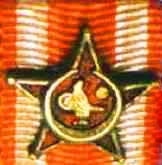
Miniatuur van de IJzeren Halve Maan op een baton
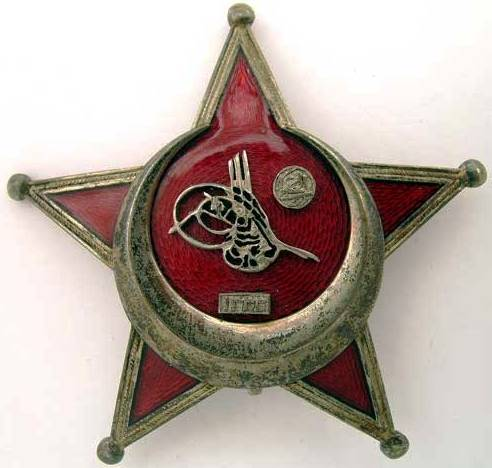
Een fraaie Turkse IJzeren Halve Maan met rode emaille
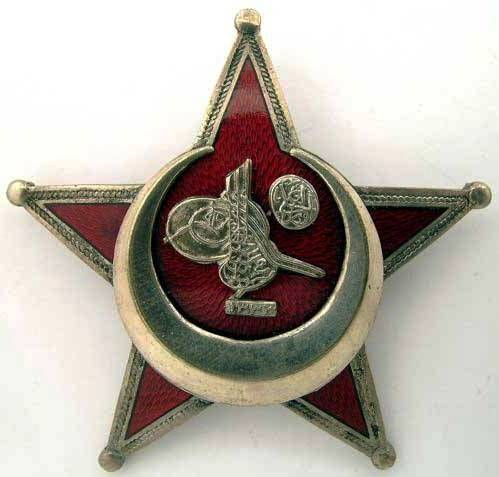
Ster gemerkt met "B.B. & Co."
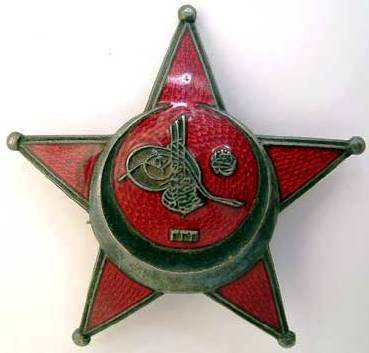
Een fraaie ster van de juweliersfirma Godet&Neffe
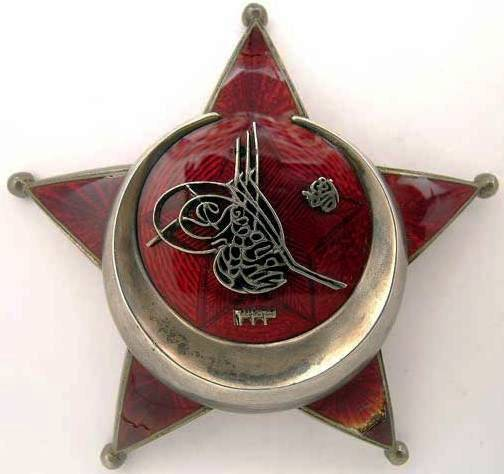
Ster van de Berlijnse juweliers Mssr. J.H. Werner
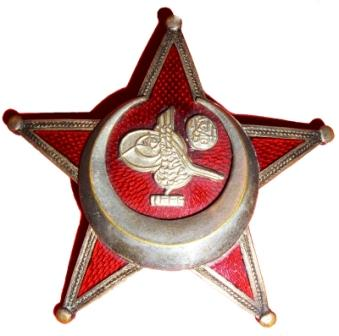
Turkse ster